# Liste der Marktgemeinden in Kärnten
Die Liste enthält alle 48 Marktgemeinden im österreichischen Bundesland Kärnten.
| Markt                       | Bezirk                 | Markt seit | Einwohner (2024) | Fläche in km² | Bemerkungen                 |
| --------------------------- | ---------------------- | ---------- | ---------------- | ------------- | --------------------------- |
| Arnoldstein                 | Villach-Land           | 1930       | 7.143            | 67,40         |                             |
| Bad Bleiberg                | Villach-Land           | 1930       | 2.166            | 44,81         |                             |
| Brückl                      | Sankt Veit an der Glan | 1963       | 2.757            | 46,63         |                             |
| Eberndorf                   | Völkermarkt            | 1952       | 5.914            | 67,69         |                             |
| Ebenthal in Kärnten         | Klagenfurt-Land        | 1998       | 8.243            | 54,98         |                             |
| Eberstein                   | Sankt Veit an der Glan | 1474       | 1.223            | 65,24         |                             |
| Eisenkappel-Vellach         | Völkermarkt            | 1268       | 2.208            | 199,13        |                             |
| Feistritz im Rosental       | Klagenfurt-Land        | 1996       | 2.533            | 71,73         |                             |
| Feistritz ob Bleiburg       | Völkermarkt            | 2008       | 2.266            | 54,07         |                             |
| Finkenstein am Faaker See   | Villach-Land           | 1979       | 9.402            | 102,01        |                             |
| Frantschach-Sankt Gertraud  | Wolfsberg              | 2001       | 2.428            | 100,97        |                             |
| Grafenstein                 | Klagenfurt-Land        | 1990       | 3.063            | 50,13         |                             |
| Greifenburg                 | Spittal an der Drau    | 1267       | 1.717            | 76,28         |                             |
| Griffen                     | Völkermarkt            | 1237       | 3.393            | 74,75         |                             |
| Gurk                        | Sankt Veit an der Glan | 1298       | 1.193            | 39,67         |                             |
| Guttaring                   | Sankt Veit an der Glan | 1542       | 1.491            | 54,93         |                             |
| Hüttenberg                  | Sankt Veit an der Glan | 1367       | 1.275            | 134,52        |                             |
| Kirchbach                   | Hermagor               | 1997       | 2.492            | 99,02         |                             |
| Klein Sankt Paul            | Sankt Veit an der Glan | 1930       | 1.786            | 68,58         |                             |
| Kötschach-Mauthen           | Hermagor               | 1930       | 3.341            | 154,14        |                             |
| Köttmannsdorf               | Klagenfurt-Land        | 2023       | 3.155            | 28,16         |                             |
| Lavamünd                    | Wolfsberg              | 1393       | 2.787            | 93,80         |                             |
| Liebenfels                  | Sankt Veit an der Glan | 2004       | 3.411            | 58,85         |                             |
| Lurnfeld                    | Spittal an der Drau    | 1973 ?     | 2.657            | 33,02         |                             |
| Magdalensberg               | Klagenfurt-Land        | 2013       | 3.708            | 42,90         |                             |
| Maria Saal                  | Klagenfurt-Land        | 1930       | 4.006            | 34,82         |                             |
| Metnitz                     | Sankt Veit an der Glan | 1599       | 1.845            | 223,14        | mit ehemaligem Markt Grades |
| Millstatt am See            | Spittal an der Drau    | vor 1500   | 3.482            | 57,74         |                             |
| Moosburg                    | Klagenfurt-Land        | 1997       | 4.594            | 36,76         |                             |
| Nötsch im Gailtal           | Villach-Land           | 1999       | 2.340            | 42,72         |                             |
| Oberdrauburg                | Spittal an der Drau    | 1325       | 1.210            | 69,93         |                             |
| Obervellach                 | Spittal an der Drau    | 1256       | 2.186            | 104,42        |                             |
| Paternion                   | Villach-Land           | 1530       | 5.767            | 105,50        |                             |
| Poggersdorf                 | Klagenfurt-Land        | 2013       | 3.303            | 30,74         |                             |
| Reichenfels                 | Wolfsberg              | 1457       | 1.720            | 87,21         |                             |
| Rennweg am Katschberg       | Spittal an der Drau    | 2007       | 1.678            | 120,82        |                             |
| Rosegg                      | Villach-Land           | 1930       | 1.905            | 19,17         |                             |
| Sachsenburg                 | Spittal an der Drau    | 1326       | 1.334            | 42,61         |                             |
| Sankt Jakob im Rosental     | Villach-Land           | 1981       | 4.342            | 78,76         |                             |
| Sankt Paul im Lavanttal     | Wolfsberg              | 1289       | 3.160            | 47,34         |                             |
| Schiefling am Wörthersee    | Klagenfurt-Land        | 2006       | 2.681            | 28,64         |                             |
| Seeboden am Millstätter See | Spittal an der Drau    | 2000       | 6.722            | 44,41         |                             |
| Steinfeld                   | Spittal an der Drau    | 1930       | 3.850            | 29,60         |                             |
| Treffen am Ossiacher See    | Villach-Land           | 1984       | 4.601            | 71,09         |                             |
| Velden am Wörther See       | Villach-Land           | 1947       | 9.098            | 52,98         |                             |
| Weißenstein                 | Villach-Land           | 2006       | 2.910            | 49,14         |                             |
| Weitensfeld im Gurktal      | Sankt Veit an der Glan | 1203       | 1.998            | 95,77         |                             |
| Winklern                    | Spittal an der Drau    | 1930       | 1.184            | 37,38         |                             |

## Eingemeindete und ehemalige Marktgemeinden in Kärnten
| Ort                            | Gemeinde            | Bezirk                 | Markt von-bis    | Einwohner   |
| ------------------------------ | ------------------- | ---------------------- | ---------------- | ----------- |
| Eisenkappel                    | Eisenkappel-Vellach | Völkermarkt            | vor 1267/68–1939 | 1939: 1.253 |
| Grades                         | Metnitz             | Sankt Veit an der Glan | 1346–1973        | 1939: 1.490 |
| Kötschach                      | Kötschach-Mauthen   | Hermagor               | 1930–1958        | 1939: 1.584 |
| Mauthen                        | Kötschach-Mauthen   | Hermagor               | 1524?–1958       | 1939: 0.820 |
| Sankt Margarethen im Lavanttal | Wolfsberg           | Wolfsberg              | 1930–1973        | 1939: 2.841 |
| St. Salvator                   | Friesach            | Sankt Veit an der Glan | 1930–1973        | 1939: 1.970 |